# Tampere United
Tampere United este un club de fotbal din Tampere, Finlanda. Echipa susține meciurile de acasă pe Ratina Stadion cu o capacitate de 17.000 de locuri.

## Premii
- Veikkausliiga: Câștigători (3)
  - 2001, 2006, 2007
- Cupa Finlandei: Câștigători (1)
  - 2007
- Cupa Ligii Finlandei: Câștigători (1)
  - 2009

## Jucători notabili
- Mikko Kavén
- Jari Niemi
- Antti Pohja
- Jussi Kuoppala
- Sakari Saarinen
- Tomi Petrescu
- Henri Myntti
- Jarkko Wiss
- Pasi Salmela
- Ville Lehtinen
- Janne Räsänen
- Petri Heinänen
- Juska Savolainen
- Urmas Kaljend
- Arvo Kraam
- Vasile Marchiș
- Dionisio
- Noah Hickey
- Lee Jones
- Gerard Davis
- Gerry Creaney (1999)
- László Répási (1999-2001)
- Iban Parra López